# Warrego
De Warrego is een rivier in de Australië met een lengte van 900 km.
Het debiet bedraagt 2,5 m³/s. Het stroomgebied heeft een oppervlakte van 69.290 km². Zijrivieren zijn de Nive en de Langlo. De Warrego mondt uit in de Darling.